# 殖芽

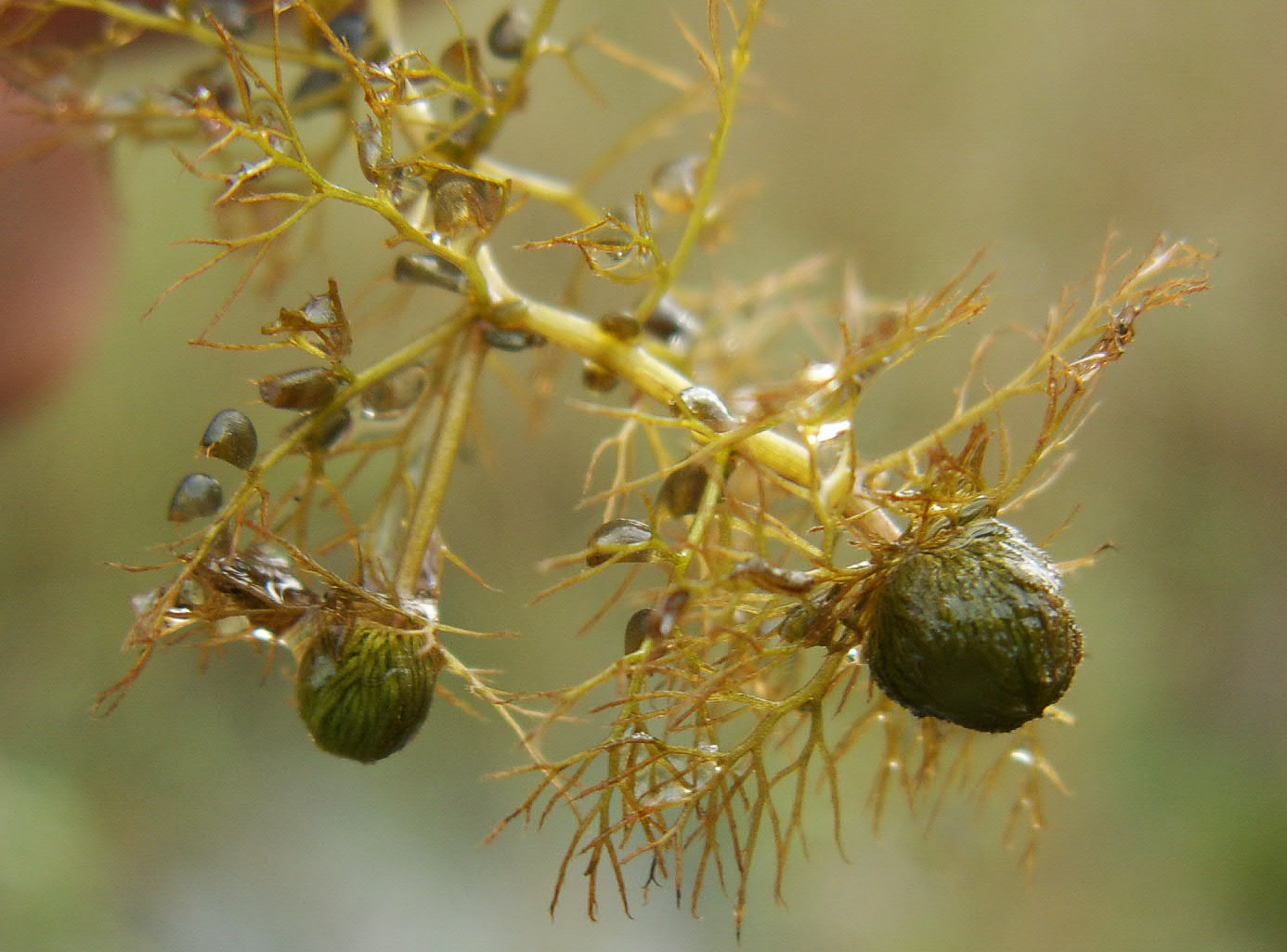
タヌキモの殖芽

殖芽（しょくが、Turion）は、主に水生植物が形成する、栄養分を貯蔵した芽である。ヒルムシロ属やタヌキモ属、ムジナモなどで見られる。越冬芽（えっとうが）ともいう。

## 概要

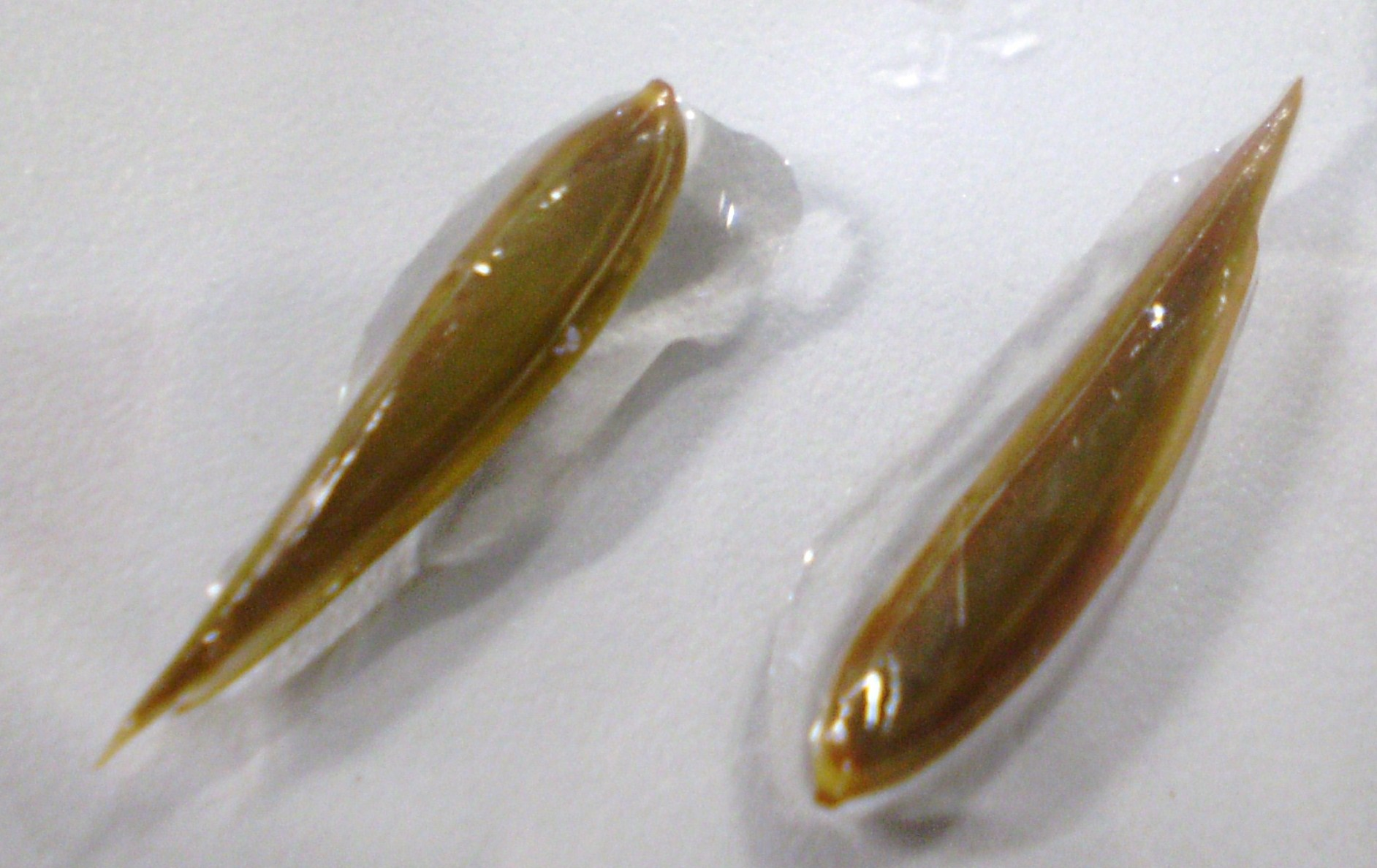
マルバオモダカの殖芽

通常、気温の低下や日長の減少など、植物の生育に不適な条件に置かれると形成されやすい。そのような環境シグナルを受けると殖芽を発達させることが多い。形成された殖芽は、好適な条件に置かれると発芽し、生長を開始する。そのため、植物体そのものは一年で枯れる場合でも、殖芽で冬を越す植物は多年草として扱われることが通例である。殖芽は、糖分などの栄養分を貯蔵する器官としても有用である。また、フミン酸のある条件下では、より殖芽を形成しやすくなるという知見もある。
殖芽をつける位置は植物によって異なるが、クロモやヒルムシロのように葉腋につくる植物が多い。ただしガシャモクの殖芽は地下茎に形成されるほか、タヌキモ属の各種は葉の先に球形の殖芽を形成する。またマルバオモダカのように、本来花をつける部位から殖芽を生じる偽胎生（Pseudovivipary）のような例もある。
殖芽はもとの植物体から容易に脱落し、無性的な繁殖体として散布されることも多い。主に水流によって散布されることで、生息域を拡げるのに貢献していると考えられるが、殖芽の分散能力、定着率などについての研究は少ない。